# Buleuteri

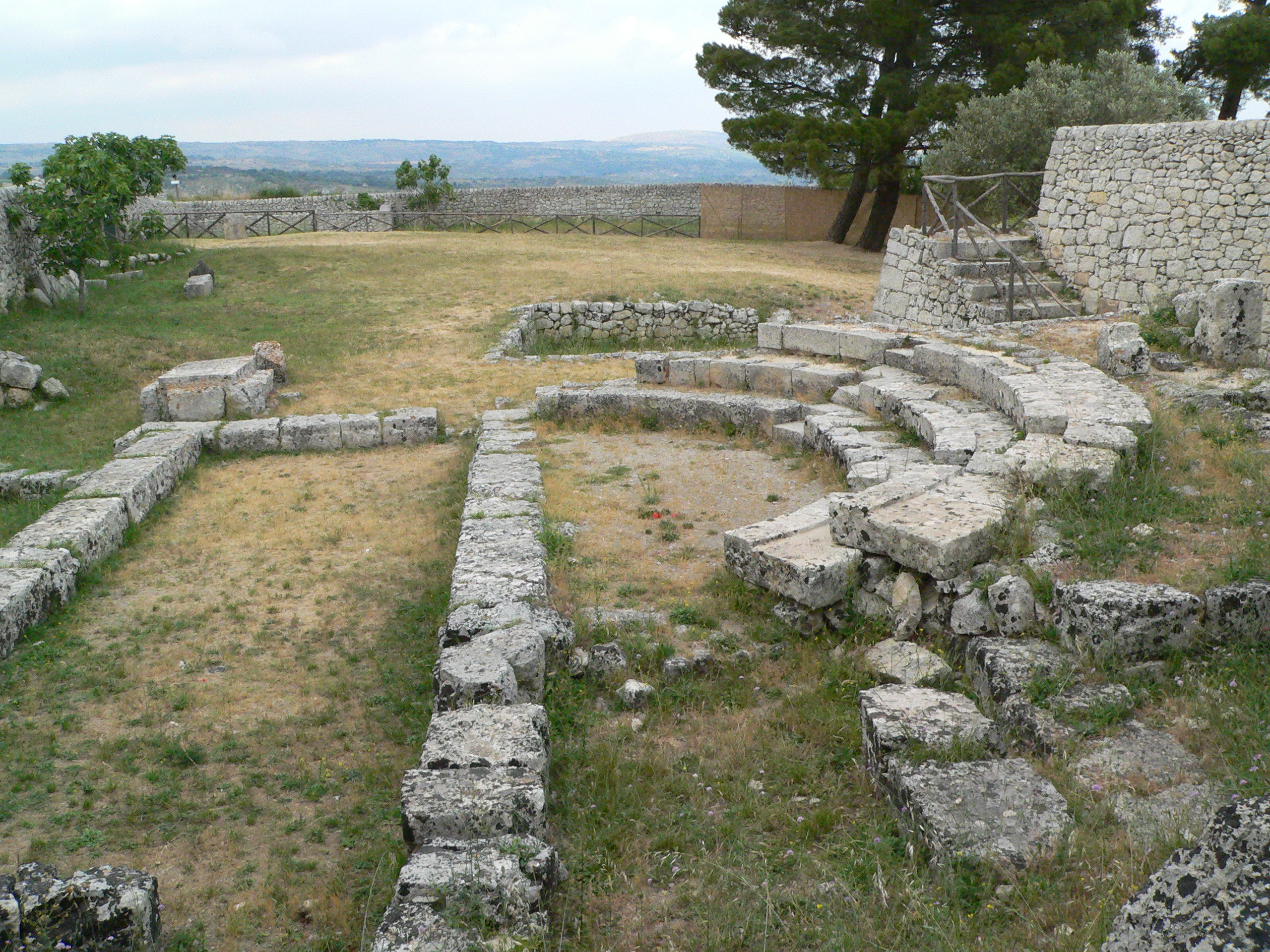
Restes del Buleuteri d'Acres.

El Buleuteri (en grec: βουλευτήριον bouleutḗrion) és l'edifici on es reunia la bule, el consell, a les ciutats de l'antiga Grècia. D'acord amb el nom específic d'aquesta institució a les diferents ciutats, podia portar un altre nom: per exemple, sinedri (συνέδριον synédrion «consell») a Mesene o geròntic (γεροντικόν gerontikón «assemblea d'ancians») a Nisa.

## Buleuteri atenès
A l'àgora atenesa, van ser construïts dos buleuteris, cadascun d'acord amb un període diferent. El més antic és el Metròon.
Del 415 al 406 aC, un nou buleuteri va ser construït a l'oest de l'antic. Les raons d'aquesta nova construcció romanen fosques. El nou edifici era de forma rectangular i mesurava 16 per 22 metres. Avui, no en subsisteixen més que els fonaments, el que no permet aclarir la construcció.